# Cloverleaf, Texas
Cloverleaf là một nơi ấn định cho điều tra dân số (CDP) thuộc quận Harris, tiểu bang Texas, Hoa Kỳ. Năm 2010, dân số của nơi này là 22942 người.

## Dân số
- Dân số năm 2000: 23508 người.
- Dân số năm 2010: 22942 người.